# Skillingaryd
Skillingaryd is een van de twee hoofdplaatsen (de andere hoofdplaats is Vaggaryd) in de gemeente Vaggeryd in het landschap Småland en de provincie Jönköpings län in Zweden. De plaats heeft 3808 inwoners (2005) en een oppervlakte van 342 hectare.

## Verkeer en vervoer
De plaats ligt in de buurt van de Europese weg 4 en de Länsväg 152.
De plaats heeft een station aan de spoorlijn Halmstad - Nässjö.